# Nesta Carter
Nesta Carter (Banana Ground, Jamaica; 11 d'octubre de 1985) és un atleta de velocitat jamaicà. Va guanyar una medalla d'or en la prova de 4x100 m relleus en els Jocs Olímpics de Pequín 2008, al costat d'Asafa Powell, Usain Bolt i Michael Frater. La marca va ser de 37,10 s. i batent un rècord mundial fins que la van tornar a superar en els Mundials de Daegu de 2011. En aquesta ocasió va repetir amb Bolt i Frater, i van tenir l'afegit de Yohan Blake. La marca va ser de 37,04 segons. Un any abans s'havia convertit en el cinquè velocista en córrer els 100 metres en menys de 9,8 segons.
En els Jocs Olímpics de Londres 2012 el quartet jamaicà va tornar a batre el rècord del món, baixant aquesta vegada dels 37 segons (36.84 s.), sent els mateixos protagonistes que a Daegu un any abans.
Al Campionat Mundial d'Atletisme de 2013 celebrat a Moscou (Rússia), va guanyar la medalla de bronze en la final dels 100 metres.
Al Campionat Mundial de Curses de Relleus de 2014 celebrat a Nasau (Bahames), va guanyar la medalla d'or en els 4×100 metres relleus al costat de Nickel Ashmeade, Julian Forte i Yohan Blake.
El 25 de gener de 2017, la medalla aconseguida a Pequín va ser retirada pel Comitè Olímpic Internacional, perquè havia ingerit una droga abans de la cursa però que en aquell moment no estava prohibida, sinó que es va prohibir dos anys més tard.